# Saco vitelino

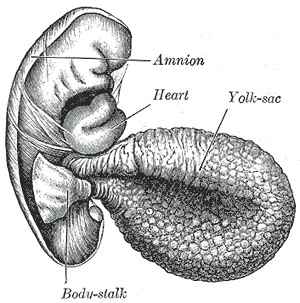
Embrión humano de 2,6 mm con su saco vitelino adosado

El saco vitelino (también llamado seno endodérmico) es un anexo membranoso adosado al embrión que provee a este de nutrientes y oxígeno, a la vez que elimina desechos metabólicos. Esto ocurre en peces, reptiles, aves y mamíferos primitivos. En el embrión humano funciona como sistema circulatorio en las primeras etapas de desarrollo, antes de que comience la circulación interna.
El saco vitelino está cubierto por una delgada capa mucosa y una pared más interna rica en vasos sanguíneos que serán aportados al comunicado embrionario. Luego de la gastrulación, el saco vitelino queda suspendido y sostenido del cuerpo embrionario, con lo que da forma al conducto vitelino.
Mediante el desarrollo fetal, y principalmente a partir de la 9.ª y 10.ª semana de desarrollo, el saco vitelino comienza a degenerar de manera natural por diversas causas, como su compresión debido al aumento del espacio ocupado por el amnios. Durante el periodo temprano del desarrollo embrionario, el saco vitelino es la estructura de mayor dimensión, con una forma ovalada, pero que con el desarrollo, adquiere una apariencia periforme.
No se conoce cuánto tiempo permanece activo el saco vitelino.

## Estructura del saco vitelino
El saco vitelino está constituido morfológicamente por 3 capas, que son: capa endodérmica, capa mesenquimática y capa mesotelial:
a) Capa endodérmica
Esta monocapa luego se tornará dinámica y funcionalmente esencial para el embrión. Se forman después una serie de cordones endodérmicos que penetran en la capa mesenquimática. Entre estos cordones se crean pequeños orificios (vesículas endodérmicas) que contienen sustancia de excreción producido por células circundantes. Estas vesículas con el tiempo tenderán a fusionarse hasta generar grandes vesículas que se relacionan con la red de vasos sanguíneos presentes en la mesenquimática circundante. Esta capa presenta una degeneración funcional con el desarrollo del embrión.
b) Capa mesenquimática
Contiene una nutrida red de vasos sanguíneos, y que alrededor de la 7.ª semana de desarrollo desaparece.
c) Capa mesotelial
Está constituida por una monocapa de células planas unidas entre sí. Confronta al espacio intervitelino del saco. Las células de esta capa presentan una gran cantidad de microvellosidades. A partir de la semana séptima, se observan cambios degenerativos en el epitelio, se forman rugosidades profundas de la superficie y aumento en la cantidad de mucus, lo que provoca el colapso de las microvellosidades. Estas sufren un proceso de fragmentación y se desprenden de la superficie celular.

## Vitelo
Cuando ocurre la fertilización entre un gameto masculino (espermatozoide) y otro femenino (ovocito), el espermatozoide provee únicamente material genético, mientras que el ovocito (de mayor tamaño) aporta o sintetiza también las sustancias alimenticias necesarias para el desarrollo del cigoto. Este material nutritivo es denominado vitelo y se constituye de distintas sustancias proteicas, algunas sintetizadas en el ovocito y otras provenientes del torrente sanguíneo y absorbidas por el ovocito. Una vez producido el vitelo, este es transportado hacia el hemisferio o polo vegetal del huevo (mitad inferior del huevo) y en general esta región contiene mucho más vitelo que el hemisferio o polo animal (mitad superior del huevo) polo animal o vegetal  observados en algunos embriones modelos (como el del huevo de una anfibio) donde las células derivadas de la mitad superior están activamente móviles (o animadas) y las de la mitad inferior son casi inmóviles (o estáticas como las plantas). Mientras que las plaquetas del vitelo se acumulan más densamente en el polo vegetal del ovocito, los gránulos de glucógeno, los ribosomas, las vesículas lipídicas y el retículo endoplasmático se encuentran hacia el polo animal.
La cantidad de vitelo dependerá del tipo de desarrollo, es decir, cuanto más vitelo se acumule, más durará el proceso embrionario y la segmentación tomara un camino diferente. La segmentación del ovocito comienza en el polo animal y desciende lentamente hacia el polo vegetal, y según la concentración de vitelo, se producirá una segmentación holoblástica o meroblástica.
En muchas especies, el ovocito (gameto femenino en desarrollo) es flagelado inicialmente hasta la ovogénesis donde se pierde el flagelo. Esta característica puede verse como un cambio secundario propio de este gameto femenino y además marca donde será el futuro polo animal (Gilbert, 2005).

## Patrones principales de segmentación (según la cantidad y distribución del vitelo)

### Segmentación holoblástica
- Isolecítica: poco vitelo y distribuido equitativamente por todo el huevo produciendo segmentación radial (equinodermos y anfioxus), espiral (anélidos, moluscos y gusanos planos), bilateral (tunicados), y rotacional (mamíferos y nemátodos).
- Mesolecítica: cantidad de vitelo moderada que produce segmentación radial desplazada (anfibios).

### Segmentación meroblástica
- Telolécita: vitelo denso a lo largo de la mayor parte del huevo y más aún sobre el polo vegetal. Se observa segmentación bilateral (moluscos cefalópodos), y discoidal (peces, reptiles y aves).
- Centrolecítica: vitelo en el centro del huevo con segmentación superficial (presente en la mayoría de insectos).

## Producción de vitelo (vitelogénesis)
La vitelogénesis se produce cuando el ovocito alcanza el estadio de diploteno de la profase meiótica. El vitelo no es una sola subunidad o compuesto, sino una mezcla de materiales proteicos utilizados para la nutrición embrionaria. Algunas proteínas principales del vitelo son sintetizadas en el ovocito (como en el caso de algunos anélidos y cangrejos de río), pero otras también muy importantes son llevadas al ovocitos por el torrente sanguíneo.
En vertebrados, cuando la hembra está fértil, su glándula hipófisis secreta hormonas que le indican al ovario de producir estrógeno. El estrógeno es una hormona que puede instruir al hígado a producir y secretar proteínas vitelinas tales como la vitelogenina, que son luego transportadas a través de la sangre hacia los huevos en crecimiento (antes de la estimulación por estrógeno no se ve ningún mARN de vitelogenina en las células hepáticas, el cual es el primer paso para la inducción de la síntesis de esta proteína. Después del estímulo se pueden observar unas 50 000 moléculas de mARN de vitelogenina en las células hepáticas). Esta sustancia (la vitelogenina) y las demás proteína vitelinas que no son sintetizadas en el ovocito, son enviada al huevo en crecimiento a través de la sangre donde el ovocito la absorbe y la almacena.